# カロッツェリア・フィッソーレ

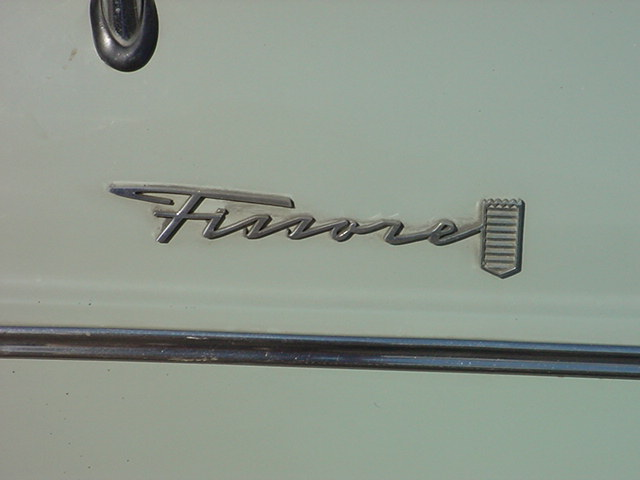
カロッツェリア・フィッソーレのロゴ (1966)

カロッツェリア・フィッソーレ（Carrozzeria Fissore）は、イタリアのトリノに近いサヴィリアーノにあったカロッツェリア（乗用車の車体デザイン・製造業者）である。

## 歴史
フィッソーレ社は、アントニオ (Antonio)、ベルナルド (Bernardo)、ジョヴァンニ (Giovanni)、コンスタンツォ (Costanzo) のフィッソーレ兄弟により1919年に設立された。元々は荷馬車を製造しており、後に自動車とトラックの修理にも手を広げた。1936年にベルナルドが経営権を握ると、霊柩車、郵便配送車、小型バスといった自動車の特装ボディの製造を始め、第二次世界大戦中には軍用車両を製造していた。
戦後になり再び自家用車が注目を浴びるようになった。1947年には「ジャルディネッタ」(Giardinetta) と呼ばれるフィアット・1100を基にしたエステートを製作した。1953年にフィッソーレ社はマリオ・レヴェッリ (Mario Revelli) がデザインした独特なスタイルのクーペを発表した。更に多くのフィアット車を基にした車を製作したことによりフィッソーレ社は1960年代半ばには200名近くの従業員を雇用するまでの規模に成長した。この時点で同社は他の自動車メーカー向けボディのデザインも始めており、少量生産や一品生産といった車も製造していた。初期の顧客の中にはDKW、TVR、デ・トマソといった企業がいた。これらはピニンファリーナやベルトーネほどの名声は持っていなかったかもしれないが、世界的に名が知られていると共にその評価も高かった。
1969年にフィッソーレ社はハイスピード・シリーズの生産を請け負うことでモンテヴェルディ社製車の大部分のボディ製作を行う契約を結んだ。これは安定した仕事量をもたらしたが、年産100台という予定受注数は1976年にオフロード車のサファリが登場するまで実現しなかった。この生産数に達したこの時期にフィッソーレ社は手工業的な生産手法を諦めざるを得ず、より近代工業的な手法へ移行していった。必要な金型の購入に際して行われたモンテヴェルディ社の資金援助の見返りに同社はフィッソーレ社の株式を受け取り、ついには1970年代末に全経営権を手に入れた。1984年にモンテヴェルディ社が廃業するとフィッソーレ社も操業を停止し、その後まもなく清算された。

## レイトン・フィッソーレ

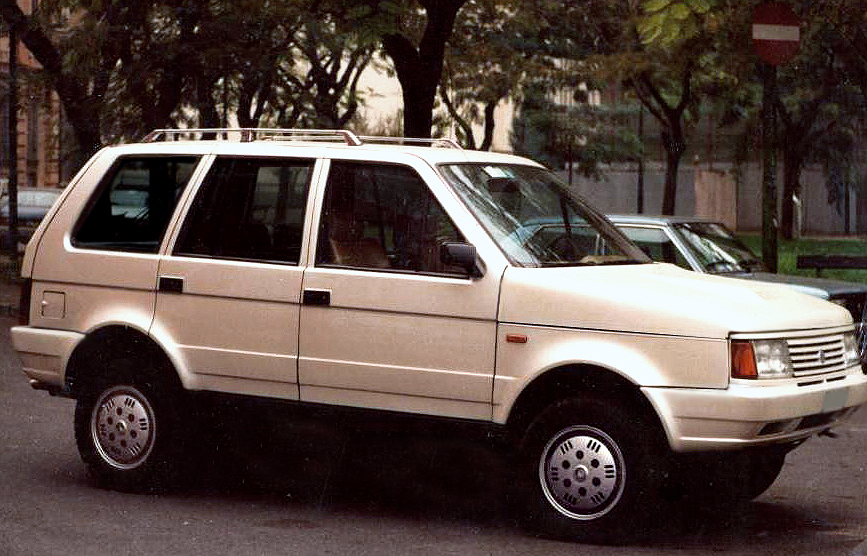
レイトン・フィッソーレ マグナム ターボディーゼル

1976年にベルナルド・フィッソーレの娘の1人フェルナンダ (Fernanda) とその夫ジュリオ・マルヴィーノ (Giulio Malvino) によりレイトン・フィッソーレ社が設立された。2人は父親に協力するよりも自身の企業を設立することを選んだ。レイトン・フィッソーレ社は1985年に発表されたイヴェコ車を基にしたオフロード車であるマグナム (Magnum) で最も知られ、この車はアメリカ合衆国内でラフォルツァ (Laforza) として販売された。

## 製品

### フィアット

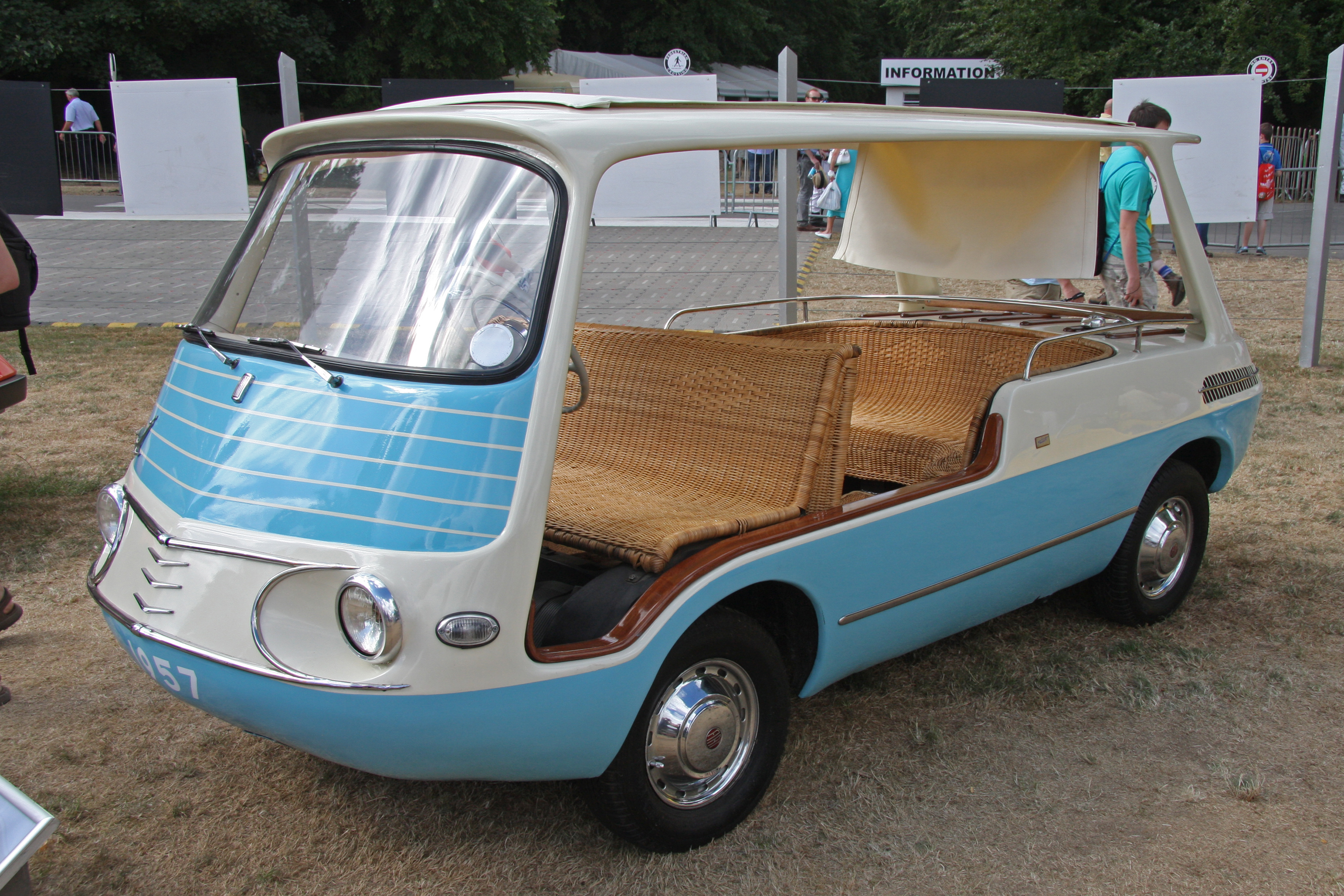
フィアット・マリネッラ (1957)

1950年代と1960年代にフィッソーレ社は数多くのフィアット車を基にした特装車を製造し、その中の幾つかは少量生産が行われた。これらの中には以下のものがある:
- フィアット 1100 TV フィッソーレ・クーペ (1953)：フィアット・1100を基にしたファストバックのクーペ。この車はフィッソーレ社にとり初の成功作であった。

- サブリナ (Sabrina)：フィアット・ムルティプラ（初代）を基に4 -6座のボディを架装した車。「マリネッラ」 (Marinella) と呼ばれるオープンのビーチカー版もある。

- 1500 Coupé：1959年にトリノで発表されたフィアット・1500を基にした2ドア・クーペ。

- Mongho 650：アレッサンドロ・セッサーノ (Alessandro Sessano) がデザインしたフィアット・Nuova 500を基にした小型のクーペ。より高性能を求めて500のエンジンはジャンニーニ (Giannini) によりチューンナップされていたが、試作車の段階から先に進まなかった。

- フィッソーレ 127 スカウト (Scout)：シトロエン・メアリと同種でフィアット・127のシャーシを利用したオープントップのファンカー (fun car)。1971年のトリノ・モーターショー (Turin Auto Show) で発表された[3]。元々この車は「ジプシー」 (Gypsy) という車名でMAINAという小規模な企業が開発したものだったが、同社の手にあまりフィッソーレ社が生産と販売を引き受けた。オリジナルは鋼管フレームにグラスファイバー製外皮を被せたボディであったが、1974年からは応力外皮のプレス金属製ボディとなった[4]。金属製ハードトップ版も提供された。同じ外観だがフィアット・126を基にした「ポーカー」 (Poker) と呼ばれるより小型の車も発表された。ギリシャでの生産が計画された[5]。

関連会社のレイトン・フィッソーレ社と同時期にフィッソーレ社もフィアット・リトモのコンバーチブル版を開発したが、最終的にリトモ・コンバーチブルの量産型にはベルトーネの設計案が採用された。

### OSCA

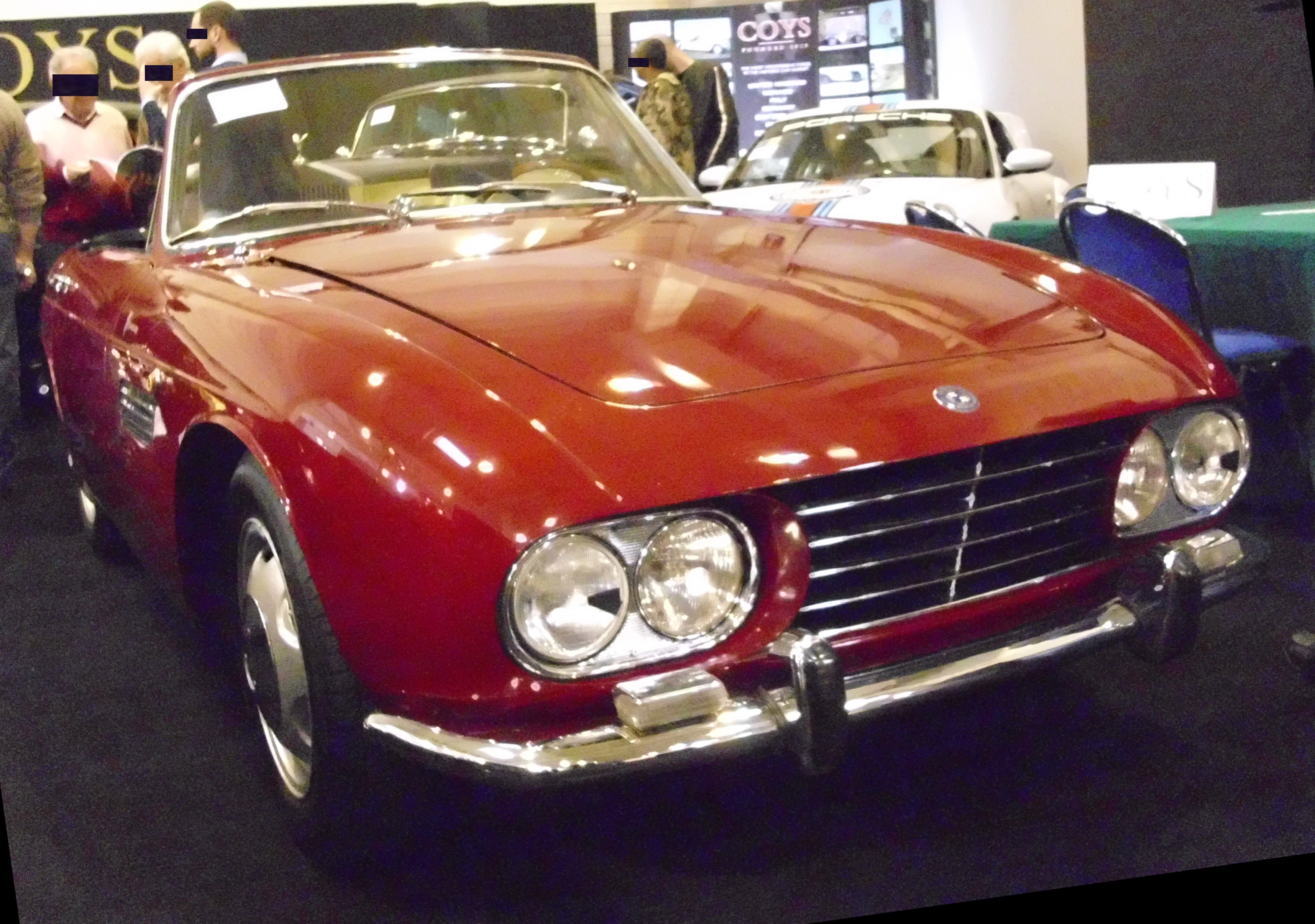
OSCA 1600 GT 2 (1963)

1962年にフィッソーレ社はマセラティ兄弟のO.S.C.A.のために少量生産のボディを製作した。流麗な3ボックス型のボディはOSCA・1600を基にしており、22台のクーペと2台のコンバーチブルが造られた。

### フィッソーレとDKW
フィッソーレ社は1960年代初めにDKWとアウトウニオン社との関係を築いたことでDKWの現地法人VEMAGがブラジルで3種類のフィッソーレ製ボディの車を造ることになった:
- DKW-VEMAG Belcar（「美しい車」の意）として1958年から1967年までDKW 3=6 (F93) がブラジルで生産された。ステーションワゴン版は"Vemaguet"と呼ばれた。機械機構に違いは無かった。1965年にフィッソーレ社は車体前面と後面を改修し、４灯式ヘッドライトと新しいグリルが与えられた。前ドアは前ヒンジとなり、各型合計5万1,000台がブラジルで生産された。

- VEMAG Fissore は以前のフィッソーレ製ボディを持つOSCA 1600の面影を車体前面に残したすっきりしたデザインの2ドア・セダンであった。外観は西ドイツのDKW・F102にも似ていた。この車は単にBelcarのボディを載せ替えただけであったが、市販価格は約25%上がっていた。この2ストローク・エンジンはラテンアメリカで販売するのが困難で、1964年から1967年の間に僅か2,500台程が生産されただけであった。

- Fissore/VEMAGはアウトウニオン・1000SP (Auto Union 1000 SP) を基により窓が切り立ったクーペとスパイダーも生産した。これらのモデルはアルゼンチン[6]やスペインでもライセンス生産された。

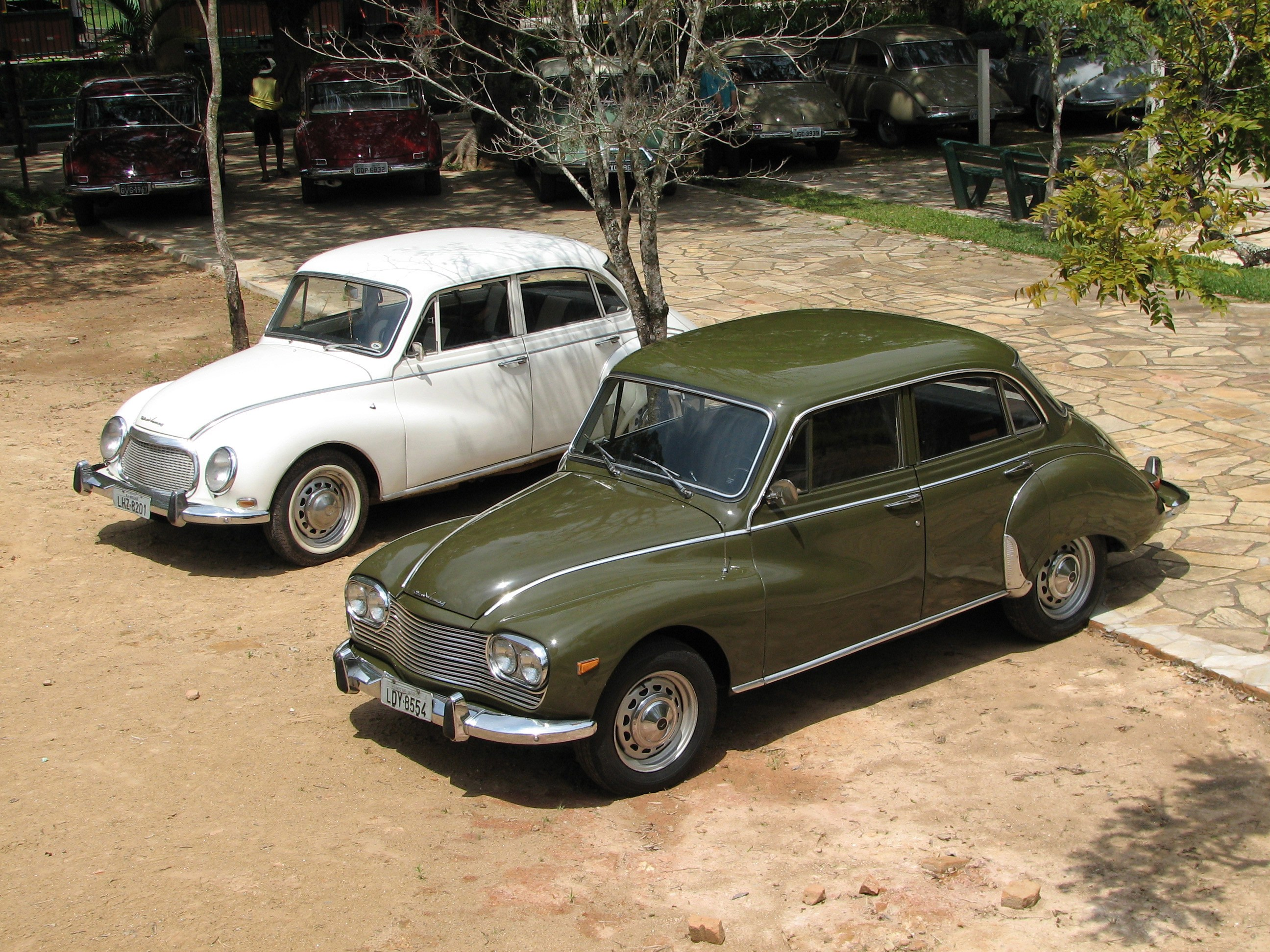
DKW-VEMAG Belcar
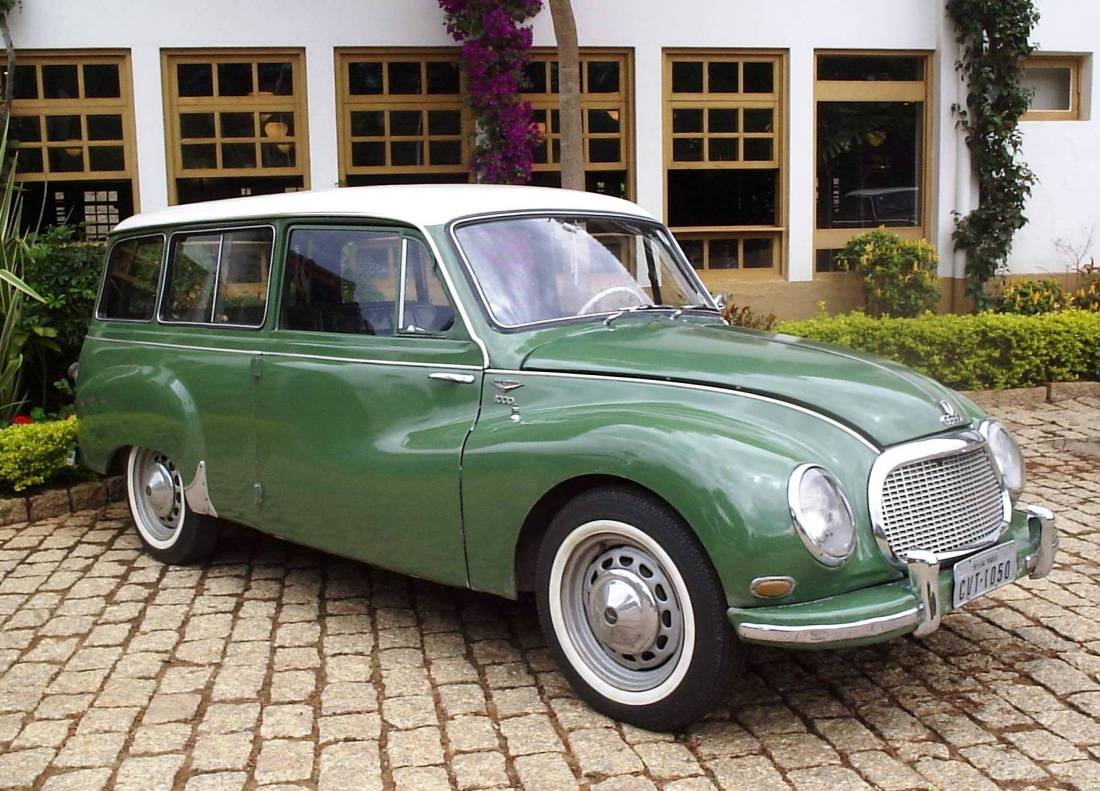
DKW-VEMAG Vemaguet
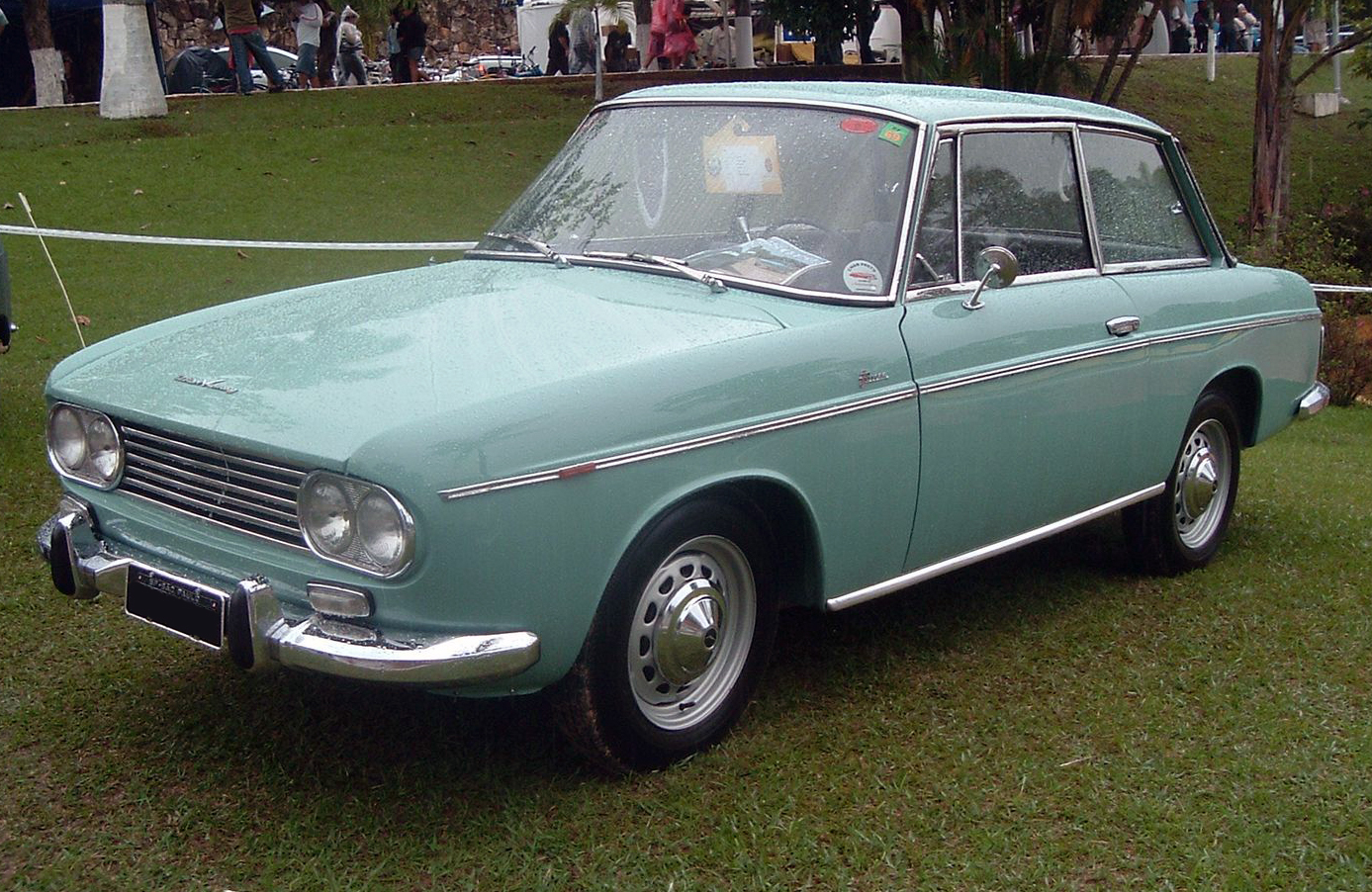
VEMAG Fissore

### デ・トマソ

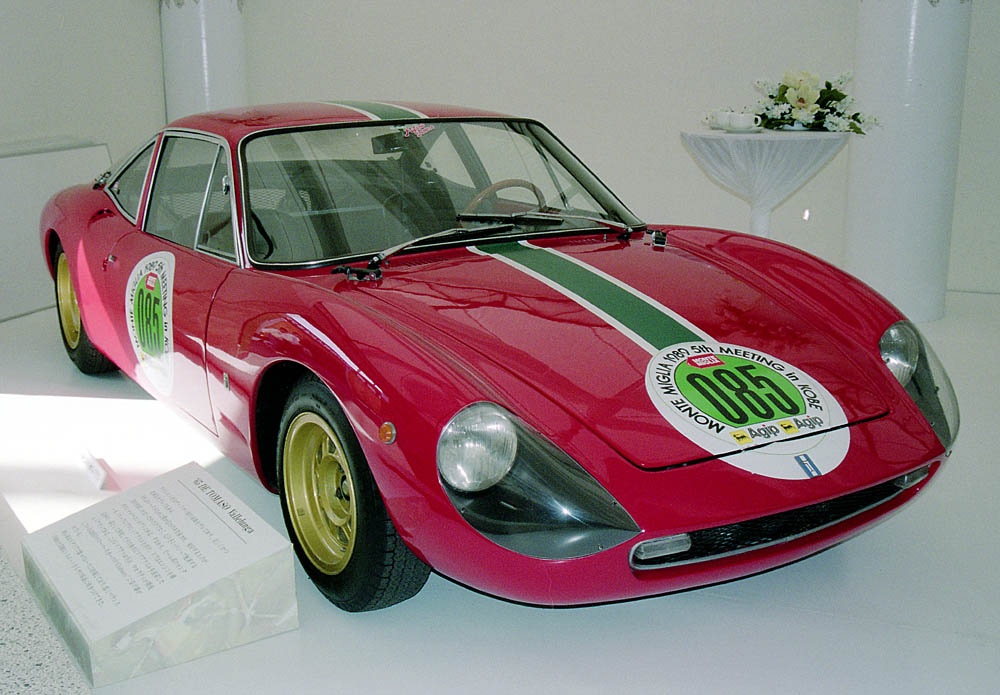
フィッソーレ社製ボディのデ・トマソ・ヴァレルンガ

デ・トマソ社のためにフィッソーレ社はミッドシップ・エンジンのヴァレルンガをデザインし、1台だけのスパイダーの試作車も開発したがこれは量産されなかった。約15台のクーペが生産されたが、これは当時アレハンドロ・デ・トマソ (Alejandro de Tomaso) が所有権の一部を保持していたカロッツェリア・ギアが担当した。

### モンテヴェルディ
フィッソーレ社にとりモンテヴェルディとの関係は特に重要なものであり、この関係はフィッソーレ社が1970年代を乗り切ることを確かなものとした。
モンテヴェルディは、元々モンテヴェルディ・ハイスピード クーペのデザインと生産をピエトロ・フルアに委託していた。フルアの生産能力が限られていたためペーター・モンテヴェルディ (Peter Monteverdi) は、わずか1年半後の1968年にフルアとの関係を断ってフィッソーレ社に乗り換えた。意匠権の訴訟によりモンテヴェルディが新たなデザイン（これが彼自身が主張するようにモンテヴェルディの作品かフィッソーレの作品かは定かではない）に変更せざるを得なくなるまでフルアのオリジナルデザインのままフィッソーレ社で生産された。いずれにせよフィッソーレ社がこのデザインを自社の作品だと主張したことはなく、これ以降のハイスピード派生のクーペ、コンバーチブル、セダンのデザインについても同様であった。
この生産工程は複雑であった。スイスのバーゼルで製作されたシャーシは、ボディを架装するためにサヴィリアーノへ送られ、その後エンジンやその他の機械部品の組み込みと最終仕上げのために再度スイスへと送り返された。生産能力の問題から実際は少なくない台数のハイスピードがポッカルディ (Poccardi) やエンボ (Embo) といったカロッツェリアで製作された。
フィッソーレ社は、更に成功作となったモンテヴェルディ・サファリのボディ製造も担当したが、ダッジ・アスペン (Dodge Aspen) を仕立て直したモンテヴェルディ・シエラ　(Monteverdi Sierra) の製造を担当したかどうかは定かではない。モンテヴェルディ車が独自のボディから既存の車に多少変更を加えただけのものになると生産工程の全てはスイス内で行われるようになったと思われる。フィッソーレ社は、フォード・グラナダを基にした世に出なかった上品ではあるがsquare-rigged な3ドア・クーペの試作車モンテヴェルディ・2.8 ターボのデザインも行った。

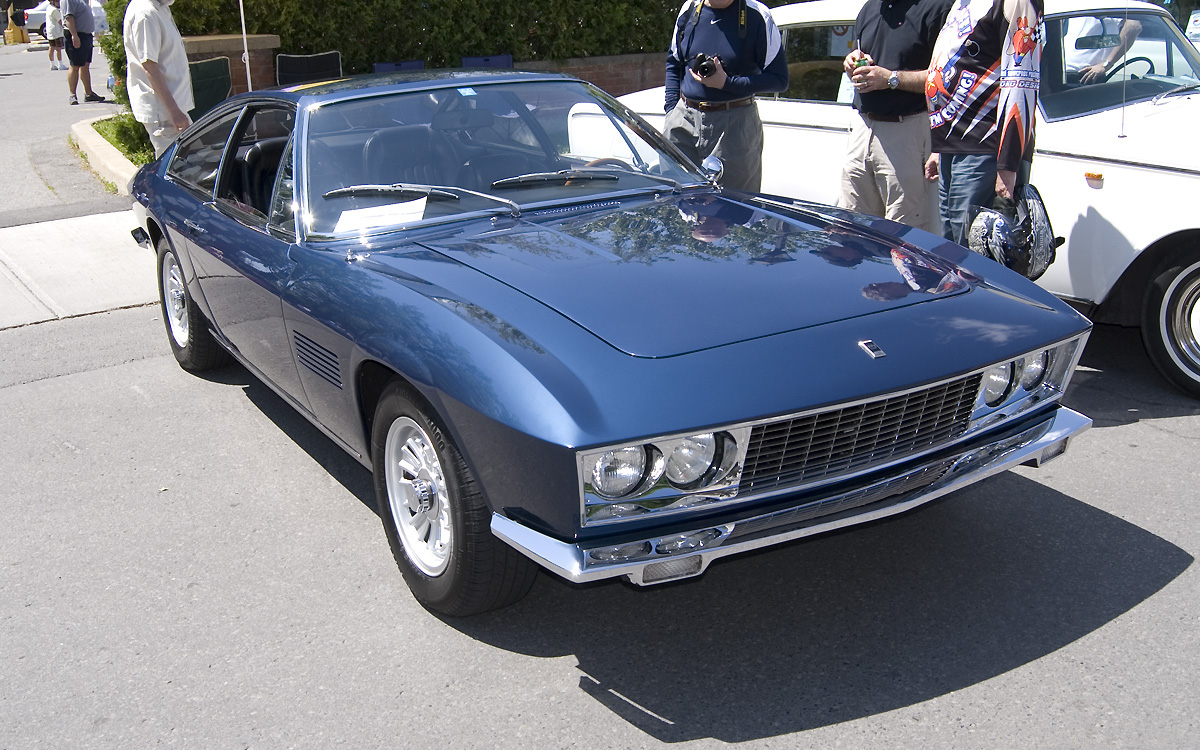
フィッソーレ社製ボディのモンテヴェルディ・ハイスピード 375/L
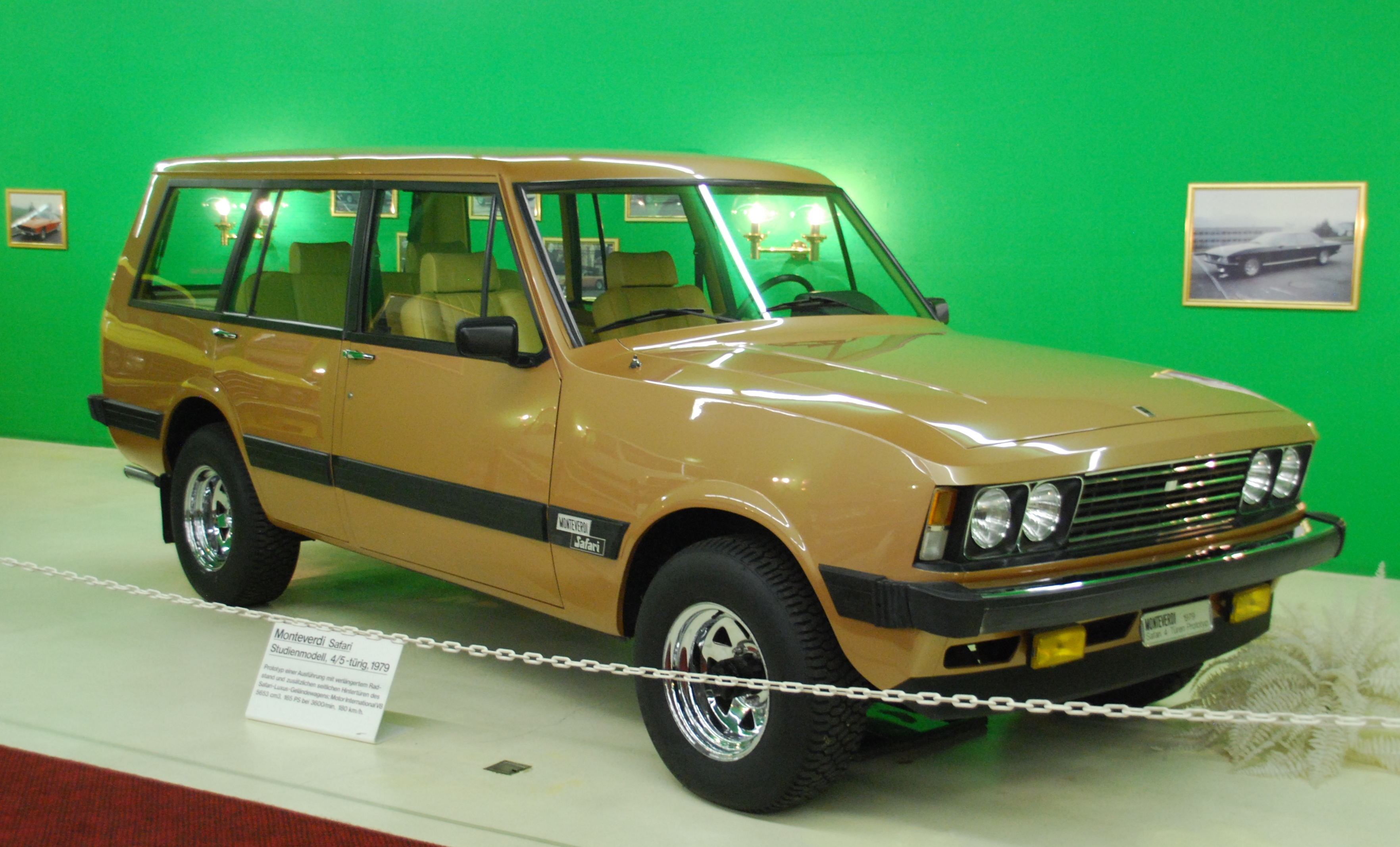
IH Scoutを基にしたフィッソーレ社製オフロードカーのモンテヴェルディ・サファリ

### その他の製品
フィッソーレ社のデザイナーであるトレヴァー・フィオーレ（Trevor Fiore、旧姓Frost）は、TVR向けに楔形の2座クーペを開発し、1965年3月のジュネーヴ・モーターショーで発表された。この車が生産に入る前にTVRは破産したためフィッソーレ社はこの権利を元TVRディーラーに売却し、この車はトライデント (Trident) として販売され、1976年までに約130台が売れた。同じくトレヴァー・フィオーレは「アルピーヌ」向けにA110の後継車として楔形デザインの車を提案し、これがアルピーヌ・A310として採用された。モンテヴェルディ・ハイは、表向きはペーター・モンテヴェルディ自身のデザインとされているが、A310と非常に似通った外観をしている。
フィッソーレ社は、オペル・ディプロマート Bの4ドア・コンバーチブルの試作車を製作したが、この1台のみ（現存する）で終わった。「オータス」 (Otas) と呼ばれるアウトビアンキ・A112を基にした小型のスポーツ・クーペもフィッソーレ社がデザインを担当した。1986年のトリノ・モーターショーではレイトン・フィッソーレ社によりアルファロメオ・75のエステート・モデルが展示された。後の156 スポーツワゴンの先駆けとなるこの魅力的なモデルは市販されることなく、フィアット社がアルファロメオの経営権を握るとキャンセルされた。アルファロメオ・75 ターボを基にしたモデルは75 ターボ・ワゴンと命名された。このターボ・ワゴンとスポーツワゴンと命名された1台の2.0L版の計2台が後に1987年のジュネーヴ・モーターショーに展示された。合計で7台か8台のワゴンがアルファロメオのために製作された。

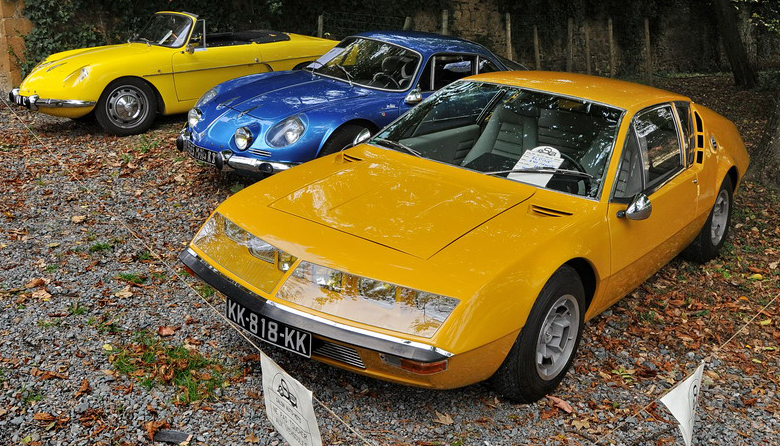
フィッソーレ社がデザインを担当したアルピーヌ・A310
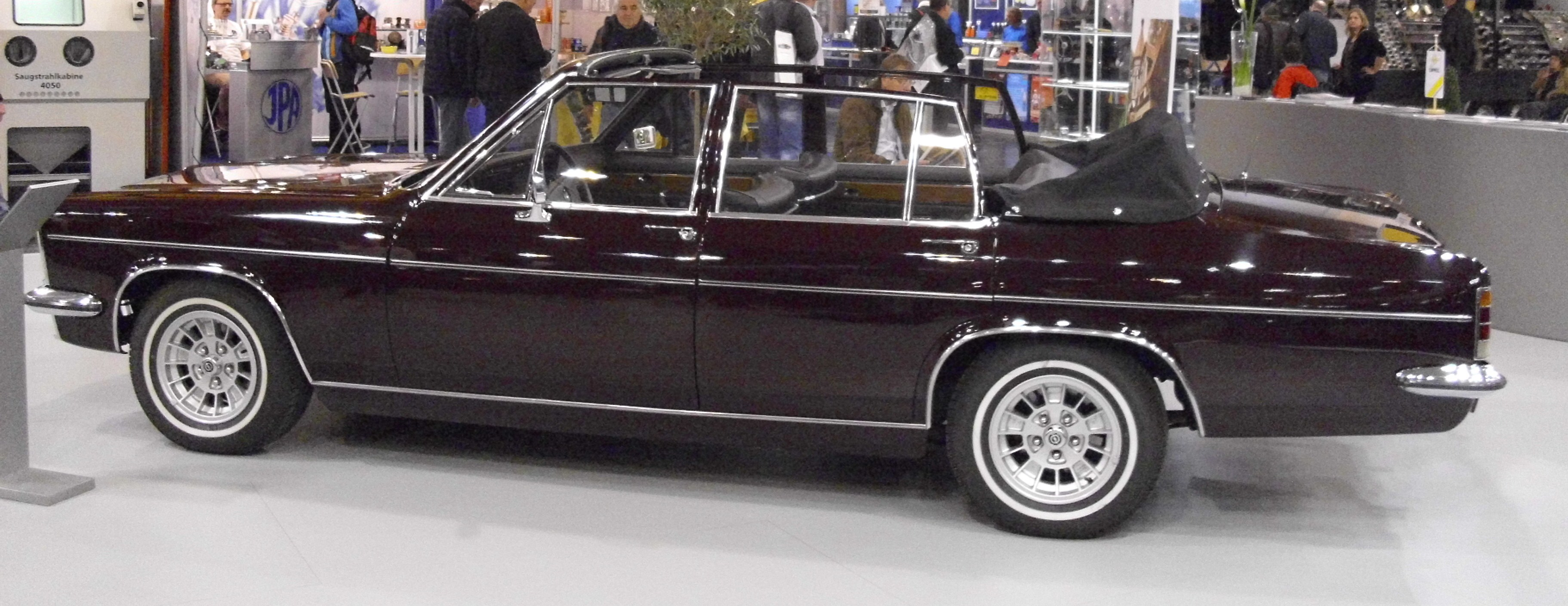
オペル・ディプロマート Bの4ドア・コンバーチブル